# Houston, Houston, ci sentite?
Houston, Houston, ci sentite? (Houston, Houston, Do You Read?) è un romanzo breve di fantascienza della scrittrice americana James Tiptree Jr..
Nel 1977 ha vinto il Premio Nebula e il Premio Hugo per il miglior romanzo breve.

## Storia editoriale
È stato pubblicato per la prima volta nel maggio del 1976 nell'antologia Aurora: Beyond Equality, curata da Susan Janice Anderson e Vonda N. McIntyre, successivamente è stato ristampato più volte, tra le altre nelle raccolte di James Tiptree Star Songs of an Old Primate nel 1978 e Her Smoke Rose Up Forever nel 1990, nel 1989 è stato pubblicato in un tascabile per il mercato di massa, il n. 11 della collana Tor Double che contiene anche il romanzo "Anime" (Souls) di Joanna Russ.
La traduzione italiana di Vanna Barcaroli è stata pubblicata dalla Armenia Editore nel maggio 1978 nel volume n. 26 della rivista Robot e nel 1979 nel volume n. 12 della collana Raccolta Robot, inoltre è stata inserita nell'antologia I premi Hugo 1976-1983 curata da Sandro Pergameno, pubblicata dalla Editrice Nord nel 1984 nel volume numero 10 della collana Grandi Opere Nord e nel 1991 nel volume numero 2.12 della collana Tascabili Super Omnibus e dalla Euroclub nel 1985 nella collana Narrativa Club.

## Trama
La storia è narrata in terza persona dal punto di vista del dottor Orren Lorimer, l'ufficiale scientifico della navicella spaziale "Sunbird", inviata in missione circumsolare in qualche momento delle ultime due decadi del ventesimo secolo.
L'equipaggio è di tre uomini, gli altri due sono il comandante, il maggiore Norman Davis ("Dave") e il capitano Bernhard Geirr ("Bud"); hanno condiviso spazi ristretti, monotono cibo preconfezionato e sistemi di supporto vitale a malapena adeguati per oltre un anno.
Dopo aver subito danni considerevoli a causa di un'eruzione solare, sono passati attorno al Sole e non vedono l'ora di tornare dalle loro famiglie sulla Terra.
Quando tentano di contattare via radio il Controllo Missione a Houston ricevono risposta solo da donne che, gradualmente, li convincono che il brillamento solare ha proiettato la Sunbird circa trecento anni nel futuro. Le donne vengono dalla Terra, hanno astronavi e una base lunare e salvano l'equipaggio della Sunbird.
La loro nave, la Gloria, è molto grande ma tecnologicamente non molto avanzata rispetto alla Sunbird nonostante il tempo trascorso, ha un equipaggio di quattro donne che, con l'aiuto di "Andy", mantengono un ecosistema e godono di cibo fresco, sonno confortevole ed esercizio fisico. Gli uomini del Sunbird, specialmente Dave, il comandante della missione, sono sgomenti nell'apprendere che non hanno gradi o gerarchia, né sulle navi né sulla Terra. 
Lorimer scopre che l'unico uomo, Andy, è in realtà una donna che assume ormoni maschili. 
In effetti, nessun cromosoma Y è sopravvissuto sulla Terra a causa di un'epidemia; le donne si riproducono clonando le 11.000 sopravvissute al disastro che ha spazzato via tutto il resto dell'umanità. 
Ognuna delle 11.000 donne ha prodotto una stirpe di sorelle/figlie clonate che sviluppano una grande conoscenza di sé attraverso queste relazioni.
L'equipaggio della Gloria usa un farmaco psicotropo sui tre uomini che li disinibisce e induce a mostrare la loro vera natura ed esprimere i loro pensieri più reconditi.
Bud, il secondo in comando, cerca di violentare una delle donne, la insulta e colpisce Andy quando quest'ultimo cerca di interferire. Dave, quando scopre la verità, estrae una pistola e un crocifisso e inizia a dare ordini a tutti, credendosi una specie di messia; Lorimer aiuta le donne a disarmarlo, sebbene abbia una natura meno aggressiva, anche lui, come Bud e Dave, trova impensabile una vita senza una gerarchia patriarcale.
Si rende conto che i tratti violenti e dominanti che hanno mostrato sono inaccettabili nel nuovo mondo delle donne e che verranno uccisi tutti e tre. 
Cerca di spiegare che, sebbene abbiano fantasie aggressive non le metterebbero mai in atto, ma le donne spiegano che loro non hanno affatto questo tipo di pensieri, sono contente di vivere in un mondo femminile e non vogliono nessuna leadership.

## Temi

### Femminismo
James Tiptree Jr. è una scrittrice di fantascienza divenuta famosa per aver scritto su genere e natura negli anni '70.
Il romanzo della Tiptree Houston, Houston, Do you Read aiuta i lettori a comprendere la natura della disuguaglianza promuovendo al contempo i diritti delle donne. Tiptree ha anche affrontato la natura del genere attraverso la (de)naturalizzazione della violenza maschile.
Nella storia, Dave e Bud esprimono il massimo livore per le donne. Entrambi gli uomini hanno una forte identità maschile e pensano di essere stati mandati nel futuro per dare alle donne una vita “appagante”; entrambi credono che le donne non siano idonee a gestire da sole una società prospera.
Sebbene anche Lorimer sia un uomo, lotta con la virilità; vuole disperatamente connettersi con Dave e Buck a livello maschile.
Per mostrare la realtà della discriminazione Tiptree esprime i personaggi maschili con misoginia mascherata; ognuno discrimina le donne in modo diverso.
Dave usa il suo cristianesimo biblico come scusa e spiegazione della ragione per cui gli uomini sono superiori alle donne.
Crede che Dio abbia stabilito che le donne siano sottomesse agli uomini in tutti i modi.
Al contrario, Bud non è cristiano, ma crede che lui (e tutti gli uomini) siano così desiderati dalle donne che queste non possano vivere senza di lui.
Crede che le donne siano poco intelligenti e fisicamente deboli e quindi, biologicamente inferiori agli uomini. 
È apertamente misogino e questo si trasforma in abuso fisico.
Dave vede se stesso come un Dio inviato nel futuro per conquistare le donne e sopraffarle perché è un uomo e il sovrano "ideale" che sa cos'è bene.
Dave usa la sua religione come valida spiegazione per sottomettere le donne.
Infine, Lorimer non vuole ammettere di ritenere che le donne siano inferiori agli uomini.
Lotta con i suoi desideri carnali di dominare le donne, di violentarle e di abusare di loro.
Tuttavia, Lorimer è consapevole dell'inaccettabilità di questi desideri e cerca di difendere le donne.
Si può notare, tuttavia, che l'unica ragione per cui Lorimer sta cercando di placare queste donne e non di dominarle è perché esse sono in posizione di vantaggio.
Se la situazione fosse diversa, non è irragionevole presumere che Lorimer sarebbe al fianco di Dave e Bud e dominerebbe, controllerebbe e abuserebbe fisicamente, mentalmente ed emotivamente di queste donne.
Sebbene Lorimer non sia un maschio “alfa” come i suoi compagni astronauti, nel profondo desidera mantenere le qualità maschili.
Lorimer segue l'esempio di Dave e Buck riguardo al modo in cui trattano le donne.
I tratti di Lorimer influenzano la storia perché le sue azioni dimostrano che gli uomini tendono ad avere qualità simili.
Sebbene Lorimer non sia un personaggio duro, anch'egli esprime sfumature di profonda misoginia.
Tiptree usa il personaggio di Lorimer per dimostrare che tutti gli uomini esprimono desideri simili.

### Violenza maschile
Houston, Houston, Do You Read? è dominato dal tema della violenza maschile. 
Il farmaco che viene somministrato all'equipaggio maschile sulla nave di salvataggio li induce a esprimere verbalmente ogni pensiero che hanno, ma a farlo inconsapevolmente.
Ciò consente all'equipaggio femminile della nave di avere un'idea di ciò che sta accadendo nelle loro menti.
Si può dedurre dai paragrafi finali della novella che i cloni non hanno mai avuto veramente intenzione di riportare vivi gli uomini sulla terra; sarebbe un rischio troppo grande per il loro modo di vivere. Lady Blue dice a Lorimer: "...la lotta è finita da molto tempo. 
È finita quando siete finiti voi (uomini).
Non vi possiamo riportare liberi sulla Terra. Non abbiamo neppure un minimo di strutture adatte a persone con i vostri problemi emotivi".
Le donne della Terra non sono più abituate alla violenza che gli uomini perpetuavano quando anche loro abitavano la Terra.
L'esibizione di violenza maschile raggiunge il culmine quando Bud aggredisce Judy.
La sua violenza sessuale è evidente e non si cura del consenso o della sicurezza.
Il suo unico obiettivo è la propria soddisfazione e ferire le donne per raggiungerlo non lo preoccupa.
Tuttavia Bud non è l'unico dei tre uomini che mostra tendenze violente.
Anche Dave mostra la sua violenza quando brandisce una pistola, tentando di prendere il comando delle donne attraverso la minaccia di violenza.
Le donne sono impassibili e disarmano ed eliminano la minaccia che rappresentava loro.
Lorimer è il meno violento dei tre, ma questo non vuol dire che sia privo di tendenze violente.
Anche lui ha fantasie di stupro che ha espresso ad alta voce (inconsapevolmente) a causa del farmaco che gli è stato somministrato.
Lorimer è affascinato nel guardare Bud violentare Judy.
Non vuole che Bud si fermi, ma sa che la situazione è violenta e inaccettabile.
Tutti e tre gli uomini mostrano la loro natura violenta, in particolare la loro natura sessuale violenta.
Le donne vedono tutto ciò e fanno pensare ai lettori che questo tipo di violenza non è più un problema per gli abitanti della Terra. 
Esse decidono che permettere a questi uomini di vivere rappresenti un rischio troppo grande per la loro società e non possono ammettere la violenza maschile che certamente seguirebbe questi tre uomini nel loro mondo.

### Ambientalismo
La nave dei cloni è dotata di una serra che funge da sistema di gestione dei rifiuti e di fornitura di ossigeno. I rifiuti fertilizzano le piante che assorbono CO2 e luce solare quando le finestre sono rivolte verso il sole, quindi producono ossigeno.
Le donne hanno anche degli animali a bordo: grilli, galline e iguane sono solo alcuni degli animali nominati. Le donne hanno unito tecnologia e natura che offrono loro il meglio di entrambe.
Le donne della Terra sembrano essere piuttosto attente all'ambiente e questo impegno nei confronti della natura non viene ignorato, nemmeno nello spazio.
L'autore Murphy Graham suggerisce che queste donne mostrano anche tendenze simili a quelle degli insetti. 
Le donne sono come un alveare di api o una colonia di formiche; lavorano insieme con un obiettivo comune e il sabotaggio interno e la violenza da parte di quelli della loro stessa specie sono rari se non assenti del tutto.
Lorimer nota questa mentalità da alveare quando osserva due delle donne parlare mentre si esercitano, "...come formiche, pensa; agitano insieme le antenne ogni volta che si incontrano".

### La religione come roccaforte
Dave vede le donne come pecore sperdute senza un qualche tipo di controllo sotto una guida maschile.
Tuttavia, sembra che Tiptree stia prendendo ideali di oppressione religiosa ritenuti veri nella società patriarcale e cercando di implementarli in questo matriarcato.
Dave prende per sé quel ruolo di guida nonostante miri a riallineare le donne sotto il controllo di Dio. 
Tuttavia, proprio come molti hanno fatto con la religione del passato, il potere superiore non viene promosso in alcuna forma da Dave, il vantaggio è solo per Dave.

## Adattamenti e influenze
Houston, Houston, Do You Read? è stato adattato come radiodramma per la serie Sci-Fi Radio della National Public Radio; originariamente andò in onda in due spettacoli di mezz'ora, il 4 e l'11 febbraio 1990.
Houston, Houston, Do You Read? è citato nel dialogo del primo numero del fumetto post-apocalittico Y - L'ultimo uomo, che pure descrive una pestilenza che uccide tutti gli uomini, tre astronauti sfuggiti al contagio in orbita e una nuova società femminile che sopravvive per mezzo della clonazione.

### Edizioni
- (EN) James Tiptree Jr., Houston, Houston, Do You Read?, in Vonda N. McIntyre e Susan J. Anderson (a cura di), Aurora: Beyond Equality (antologia), Fawcett Gold Medal, maggio 1976,  pp. 36-98.
- James Tiptree Jr., Houston, Houston, ci sentite?, in I premi Hugo 1976-1983, Nord, 1984.
- (EN) James Tiptree Jr., Houston, Houston, Do You Read?, in Her Smoke Rose Up Forever (antologia di storie di James Tiptree, Jr.), Tachyon, 2004  [1990].
- (EN) James Tiptree, Jr., Houston, Houston, Do You Read?, collana Tor Double, n. 11, Tor, 1989, ISBN 0-8125-4554-0.